# Sheikh Fazle Noor Taposh
Sheikh Fazle Noor Taposh, né le 19 novembre 1971est un politicien bangladais. Il est membre du Parlement pour la Ligue Awami du Bangladesh.